# ألجوراتس
ألجوراتس (بالإنجليزية: AlgoRates)‏ هي شركة إدارة الصناديق الاستثمارية والتي كانت من أول الشركات في تطوير التداول الخوارزمي «اللوغرتمي» للبنوك الاستثمارية الكبرى في وول ستريت.

## التاريخ
أنشئت في عام 2003 كقسم في ألجو كابيتل (بالإنجليزية: Algo Capital)‏ , مقرها في بول، دورست، إنجلترا، والولايات المتحدة. مع وجود أصول بمقدار 414,642,900.00 جنيه استرليني خاضعة للإدارة.
تعتبر واحدة من أكثر الصناديق ربحا في 2013, خلال العقد الماضي ألجوراتس نشرت بنجاح برامجها الحاسوبية المتطورة جدا (تسمى أيضا بالروبوت), والتي ساعدت محلليها في تداول الأسواق في الأسهم، السلع، وأسواق الصرف الأجنبي.

## صناديق الاستثمار
صندوق «لامبدا 343» Lambda 343 Multi Strategy Fund يعتبر من أكثر صناديق الجوريتس ربحا، سجل هذا الصندوق
74% عائد ربحي خلال 3 سنوات. وهناك أيضا صندوق سيجما واميكرم اللذان سجلا أيضا عوائد عاليه في السنوات السابقة
"Sigma 148 and Omicron 469".
كل صناديق ألجوريتس تشمل تكنولوجيا التداول المحوسب «اللوغارتمي أو الخوارزمي» لكي تتوقع اتجاهات السوق الصحيحة. باستعمال هذه التكنولوجيا حققت ألجورتس توقعات عاليه الجودة على الدولار الأسترالي وهبوط الذهب الكبير في السنة الماضية مضيفه لصناديق مستثمريها 300% ربح سنوي.